# Autonome Regio Noord- en Oost-Syrië

De driekleurige vlag van TEV-DEM, aangenomen rond 2012, algemeen gebruikt door Koerden in Syrië.

De Autonome Regio Noord- en Oost-Syrië, Noord-Syrische Democratische Federatie (DFNS), Syrisch Koerdistan of West-Koerdistan (Koerdisch: "Rojavayê Kurdistanê"; Arabisch: کوردستان السورية Kurdistan Al-Suriyah), is de facto een autonome regio in het noorden en noordoosten Syrië. Het gebied staat vooral bekend onder de naam Rojava (uitspraak: "Roo-zja-va").
De Koerden beschouwen Syrisch-Koerdistan als onderdeel van een groter Koerdistan dat ook delen omvat van Zuidoost-Turkije (Turks-Koerdistan), Noordoost-Irak (Iraaks-Koerdistan) en Noordwest-Iran (Iraans-Koerdistan). De plaatselijke macht de PYD en zijn militaire vleugel de YPG voorzien geen onafhankelijk of autonoom Koerdistan voor de Koerden in Rojava (West-Koerdistan), maar een volkerenautonomie genaamd Noord-Syrië. In het gebied wonen naast Koerden ook veel Arameeërs.
In de loop van de Syrische Burgeroorlog trokken Syrische regeringstroepen zich terug uit drie Koerdische enclaves en gaven ze de controle aan de volksbeschermingseenheden.
De strijdkrachten van Rojava bestaan uit: Volksbeschermingseenheden (YPG) en Vrouwelijke Volksbeschermingseenheden (YPJ).

## Naam
De naam Koerdistan betekent letterlijk Land van de Koerden. De naam heeft het voorvoegsel "Syrisch" of "West", wat verwijst naar de relatieve geografie of politieke toewijzing van de regio. In het Koerdisch luidt de naam van het gebied eenvoudig Rojava. Dit betekent het Westen (letterlijk: 'daar waar de zon ondergaat’).

## Geschiedenis

### Syrische Burgeroorlog
Tijdens de Syrische Burgeroorlog werden, onder bestuur van Koerdische Opperste Commissie, de Volksbeschermingseenheden (YPG) opgericht teneinde de door Koerden bewoonde gebieden van Syrië te controleren. Op 19 juli 2012 vestigde de YPG de controle van de stad Kobani (Ayn al-Arab) en de volgende dag nam zij controle over Amuda en Afrin.
De Koerdische groeperingen, de Koerdische Nationale Raad (KNC) en de Democratische Unie Partij, (Koerdisch: Partiya Yekitîya Demokrat, afgekort PYD), zouden naar aanleiding van de samenwerkingsovereenkomst van Erbil van juli 2012, nadien een gezamenlijke bestuursraad (Koerdische Opperste Commissie) vormen om de gecontroleerde steden te besturen. Echter werd dit interim bestuur nooit effectief geïmplementeerd, omdat de PYD geen afstand wilde doen van haar machtspositie en de ENKS niet opwilde gaan in de instituties van de PYD. Zo werden de Rojava Peshmerges toegang tot Noord-Syrië onmogelijk gemaakt door de PYD. De Koerdische Nationale Raad (ENKS) vormt dus de belangrijkste oppositiepartij. Bestorming van partijkantoren, oppakken van activisten en partijleden en blokkeren van demonstraties zijn enkele tegenwerkingen die de ENKS te verduren krijgt. Lijmpogingen tussen de partijen, zoals het Duhok akkoord van oktober 2014 zijn grotendeels vruchteloos gebleken.
Op 24 juli 2014 waren de steden Al-Malikiyah (Dêrika Hemko), Ras al-Ayn (Serê Kaniyê), Ad-Darbasiyah (Dirbêsî), en Al-Maabadah (Girkê Legê) ook onder beheer gebracht van de Volksbeschermingseenheden. De enige belangrijke Koerdische steden die onder controle bleven van de Syrische regering waren Al-Hasaka en Kamishli. Hoewel later delen van Hasaka en Kamishli eveneens onder controle kwamen van de YPG.

### Operatie Olijftak
Operatie Olijftak (Turks: Zeytin Dalı Operasyonu) was een Turkse militaire operatie in de Syrische regio Afrin. De Turkse luchtmacht begon op 20 januari 2018 met een luchtaanval met drie F-16's. Op 20 februari trokken pro-Syrische regeringstroepen Afrin binnen, onder leiding van de aan Hezbollah verbonden Baqirbrigade bestaande uit meer dan 200 man. Militair behaalden de Turken en het Vrije Syrische Leger (FSA) een vrij eenvoudige overwinning op de YPG, en liepen ongeveer 70% van de regio binnen twee maanden onder de voet. Op 18 maart 2018 viel Afrin-stad in handen van de Turken en pro-Turkse anti-Assad eenheden van het ook door Nederland gesteunde Vrije Syrische Leger. Turkije nam uiteindelijk de controle over van het kanton Afrin.

## Politiek
De Koerdische Opperste Commissie was het interim-bestuur van Noord-Syrië (Syrisch-Koerdistan). Het werd opgericht door de Democratische Unie Partij (PYD) en de Koerdische Nationale Raad (KNC) na de ondertekening op 12 juli 2012 van samenwerkingsovereenkomst tussen de twee partijen in Hewlêr, Iraaks-Koerdistan onder het toezicht van de Iraaks-Koerdistanse president Massoud Barzani.
De commissie was samengesteld uit een gelijk aantal leden van de PYD en KNC.
Bestaande politieke partijen zijn: Democratische Unie Partij, Syrische Unie Partij en Koerdische Nationale Raad (ENKS)

### Buitenlandse relaties
In de strijd tegen Islamitische Staat groeide een stevige samenwerking met de Amerikanen ter plaatse, die de inzet van de Koerden waardeerden en hen voorzagen van moderne wapens. De VS is wel tegen het politieke project van een semiautonome Koerdische regio in een nieuw federaal Syrië. Met Rusland zijn de betrekkingen afwisselend goed en minder goed.
Anders dan de PYD werd oppositiepartij ENKS wel toegelaten tot de vredesbesprekingen ten aanzien van Syrië in Nur-Sultan. Onder aanvoering van landen zoals Rusland, Turkije en Iran.
De relaties met Turkije zijn complex. Turkije claimt dat de YPG hetzelfde is als de Koerdische Arbeiderspartij (PKK), die door Turkije, de EU en de VS als een terroristische organisatie wordt beschouwd. Zo beschouwt Turkije de YPG als de militaire tak van de PKK in Syrië, terwijl de leiders van de YPG stellen dat de PKK een aparte organisatie is. Echter, maakte Osman Öcalan, de jongere broer van Abdullah Öcalan, in 2013 al in een interview voor de Iraakse televisie Zelal kenbaar dat hij zowel de PYD als het PJAK had opgericht en deze verbonden zijn met de PKK en acteren op diens orders. Dit herhaalde hij ook in het programma BasiRoj.
Op 28 januari 2018 begon het Turkse leger de Operatie Olijftak, een poging de autonome Koerdische gebieden in Syrië te ontmantelen, met een frontale aanval op Afrin. Tevoren hadden de Russen zich uit de omgeving teruggetrokken, en ook de Amerikanen deden niets. Wel waarschuwden ze Turkije om het Koerdische gebied ten oosten van de Eufraat met rust te laten.
De relatie met de  regionale overheid van Koerdistan in Irak is ook complex. De daar regerende Koerdische Democratische Partij van Irak (KDP) ziet zichzelf en zijn verwante Koerdische partijen in andere landen als een meer conservatief en nationalistisch alternatief dan de politieke agenda en ideologie van zijn concurrent: de Groep van Gemeenschappen in Koerdistan (KCK). De KCK en de PYD hebben ideologisch een meer niet-nationalistische strekking terwijl het ook nationalistische fracties heeft. Zij zijn ook tegen het door de KDP gesponsorde Koerdische Nationale Raad in Syrië die een meer Koerdische nationalistische koers volgt.

## Mensenrechten
Volgens de grondwet van Rojava houdt het zich aan de internationale wetgeving inzake mensenrechten. Dit omvat de volgende wijzigingen van de Syrische wet:
- Gelijke rechten voor vrouwen en een verbod op polygamie[24]
- Godsdienstvrijheid en gelijkheid van alle etnische groepen
- Verbod op de doodstraf en marteling
- Dienstplicht

Human Rights Watch maakte zich in een rapport (2014) zorgen over de ondoorzichtigheid van het rechtssysteem in Rojava. Zowel YPG als de ordedienst Asayish hebben aanvankelijk minderjarigen ingezet, maar hebben beloofd deze te demobiliseren. Volgens de UNHCR-commissie die de oorlog in Syrië in de gaten houdt rekruteerden de YPG in 2017 echter nog steeds minderjarige jongens. Beschuldigingen van etnische zuivering gericht tegen Arabieren worden door de UNCHR-commissie van de hand gewezen. Wel worden volgens de commissie dorpen ontruimd om landmijnen van ISIS te ruimen, zonder dat de inwoners afdoende voorzieningen tot hun beschikking krijgen.

## Onderhandelingen met Assad
In 2018 begonnen de regering van Bashar al-Assad en Rojava aan onderhandelingen over (deel-) autonomie van Rojava. De Verenigde Staten gaven aan Syrië te willen verlaten zodra Islamitische Staat was verslagen en Iran Syrië had verlaten.